# Nuraghe s’Ulimu

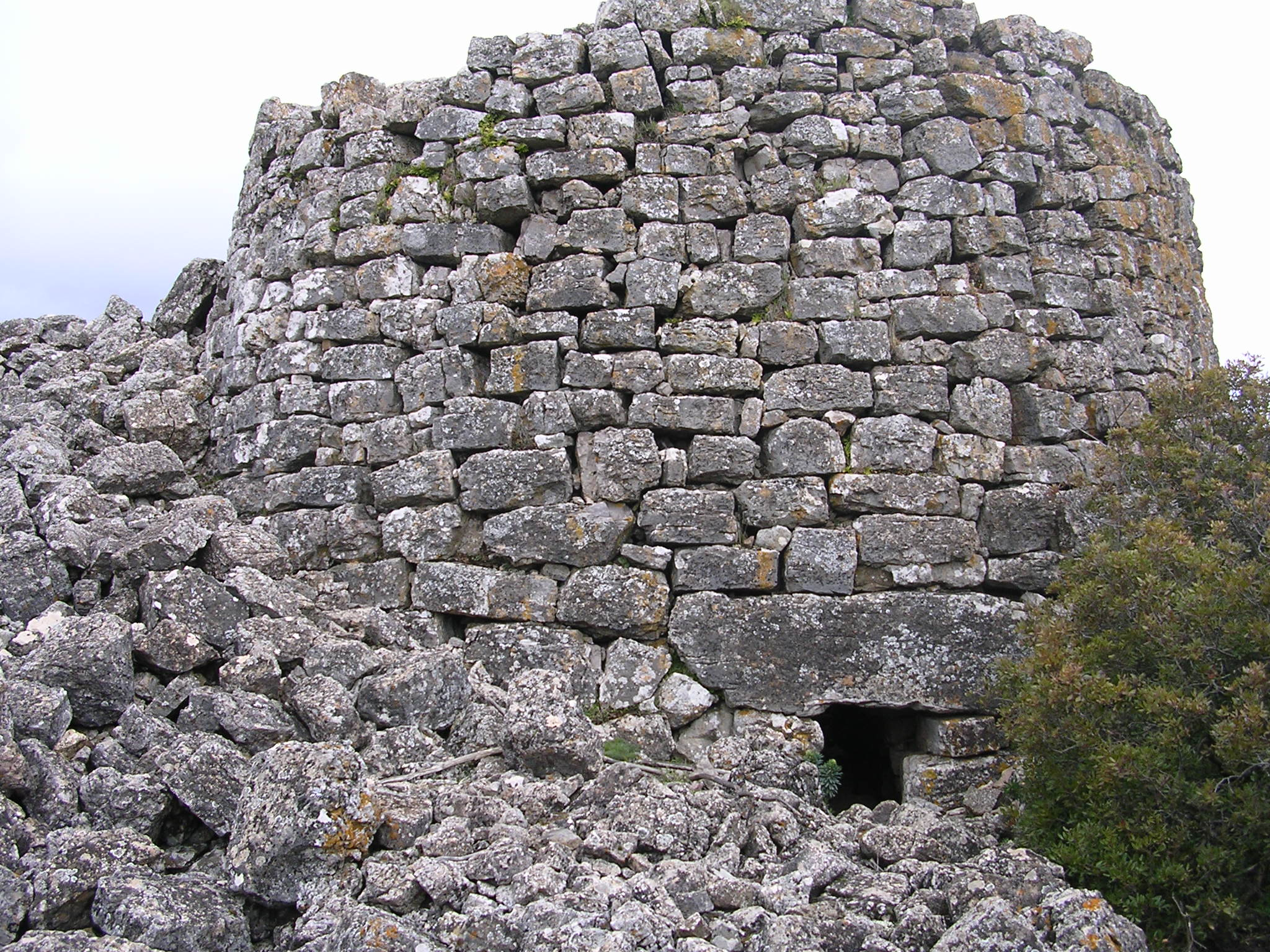
Nuraghe s’Ulimu

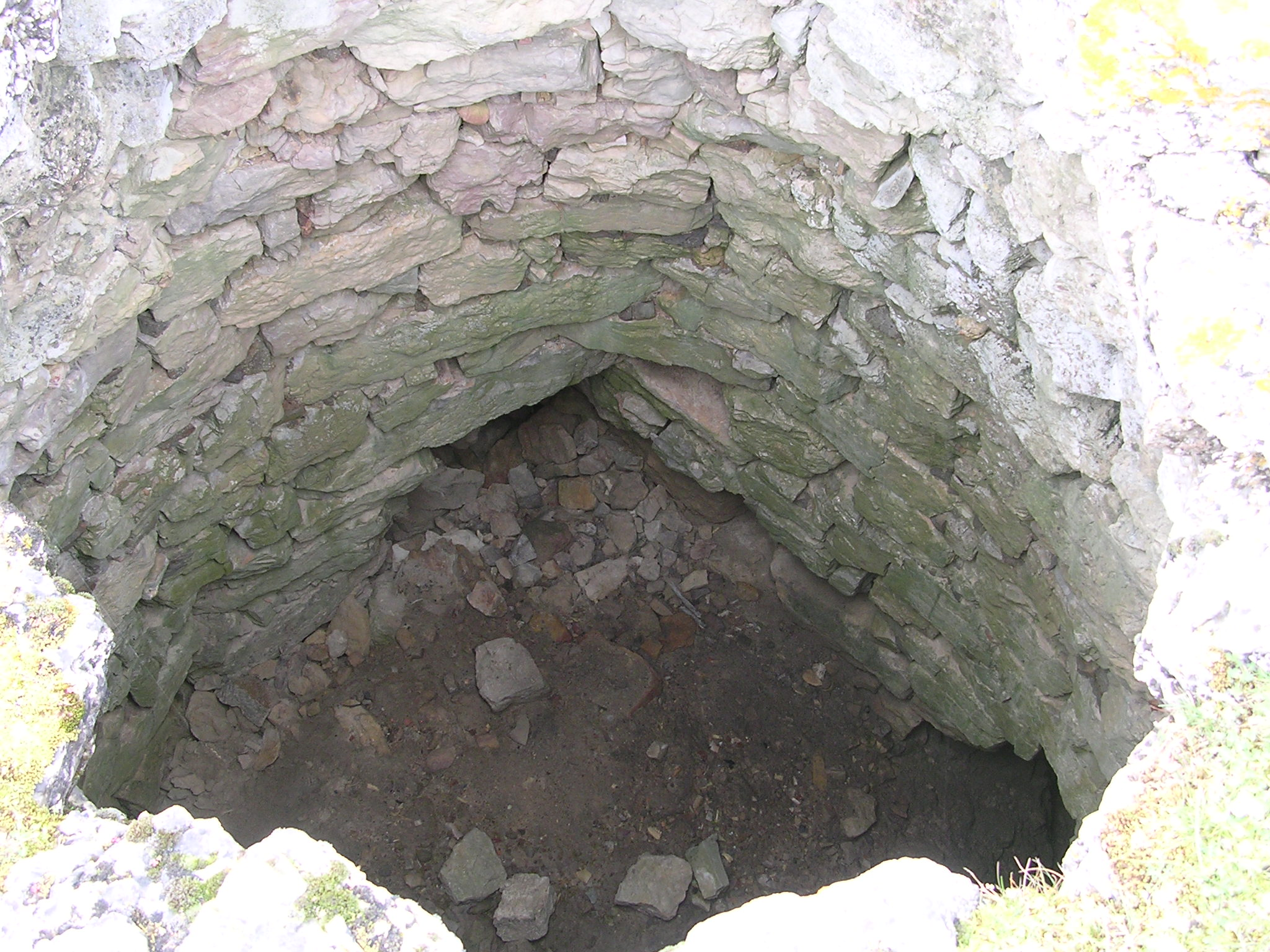
Kammer in der Nuraghe s’Ulimu

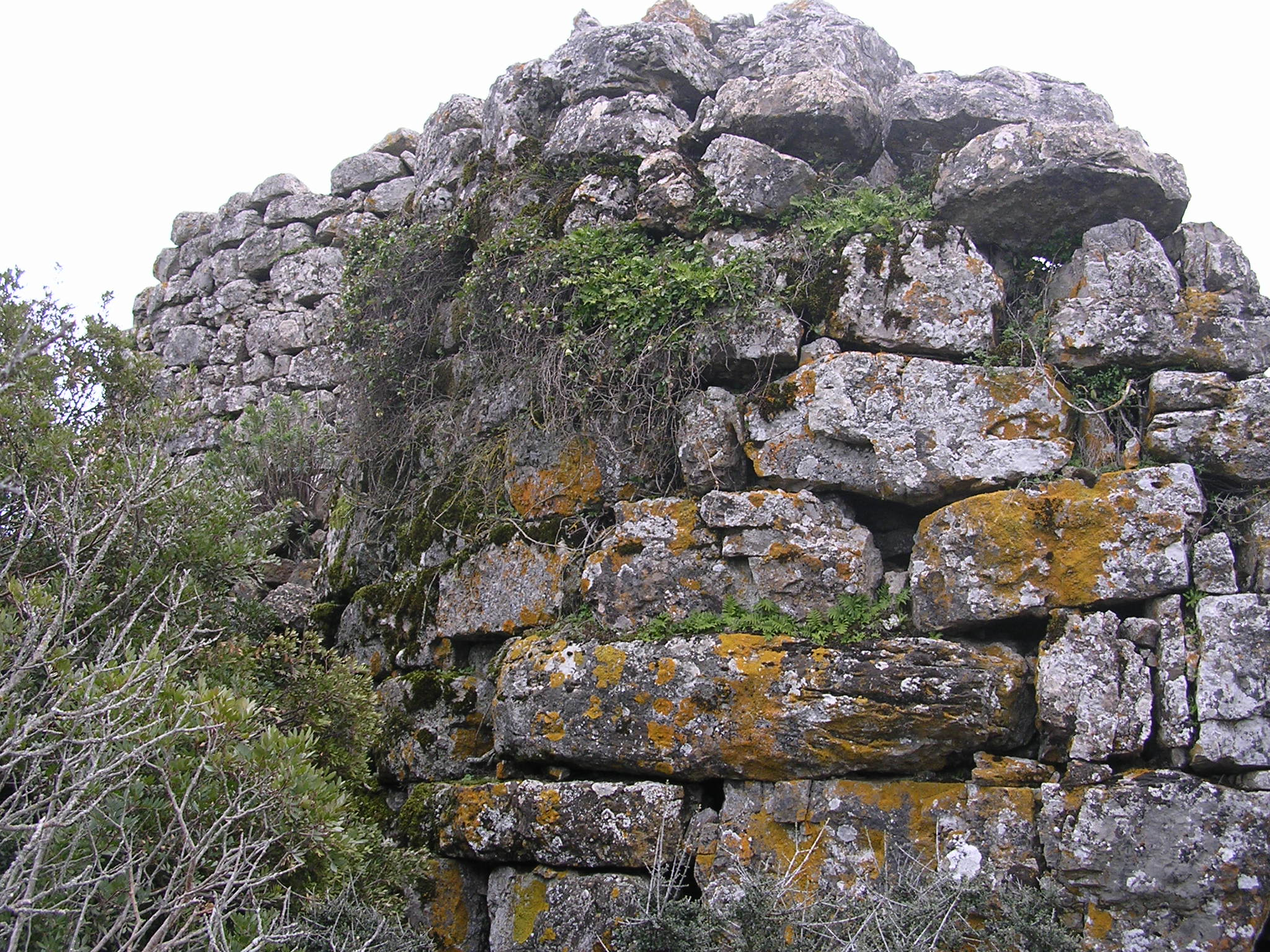
Nuraghe s’Ulimu

Die zweitürmige Nuraghe s’Ulimu ist eine Nuraghe über dem Tal von „Godditorgiu“ südwestlich von Tertenia und südlich von Ulassai in der Ogliastra, in der Provinz Nuoro auf Sardinien. 
Sie stammt aus der mittleren oder späten Bronzezeit (1500–900 v. Chr.). Sie steht isoliert, aber in der Nähe anderer Nuraghen (Nuraghe Aleri, Nuraghe Sanu). In der Umgebung befinden sich Domus de Janas (Sa Mogola e sa Crabiola), Gigantengräber, Nuraghensiedlungen und ein Dolmen. 
Die Nuraghe besteht aus zwei massiven Türmen aus Zyklopenmauerwerk. Einer ist in gutem Zustand, der andere teilweise zusammengebrochen. Der intakte Turm befindet sich auf einem Kalksteinfelsen. Der Zugang ist nach Süden gerichtet und hat eine Höhe von 1,1 m und eine Breite von 0,85 m. Er gehört zu einem 3,4 m langen Gang, der zu einer runden Kammer mit 4,7 m Durchmesser führt. Im Westen der Kammer gibt es eine einzelne, oben spitze Nische. Sie ist 1,3 breit und etwa 2,0 m hoch und tief. Vor der Kammer führt links im Mauerwerk eine gebogene Treppe in die obere Etage. Die Nuraghe wurde bis zum Ende des 19. Jahrhunderts als Hirtenhütte genutzt. Die Höhe der Kammer beträgt 7,0 m, der Turm hat einen Durchmesser von 12,0 m.
Der zerstörte Turm hat einen Durchmesser von etwa 10,0 Metern. Eine Öffnung im Mauerwerk in etwa 5,0 Metern Höhe weist nach Nordosten. Der Turm hat eine Resthöhe von 4,0 Metern und ist innen mit Mauerschutt gefüllt. 
Außerhalb der Türme befindet sich auf der Südostseite eine etwa 3,0 Meter breite über 4,0 Meter hohe Mauer, die die Nuraghe unzugänglich macht. Die etwa 14,0 Meter lange, gerade Mauer ist im Nordwesten abgesenkt und am Ende mit einem großen Felsen verbunden. Ein anderes Mauerstück ist auch 14 Meter lang und hat in der Mitte eine kleine Öffnung mit einem 1,5 m hohen Sturz.
Die Nuraghe wurden nicht ausgegraben. Eine Studie stammt von Fernando Pilia, der in den 1980er Jahren mehrmals Begehungen durchführte und fünf Keramikfragmente fand.